# Vous pigez ?
Pour plus de détails, voir Fiche technique et Distribution.
Vous Pigez ? est un film français réalisé par Pierre Chevalier et sorti en 1956.

## Synopsis
En Italie, près de Turin, le bandit Istria et sa bande ont enlevé le professeur Bartoldi pour s'emparer de ses documents concernant la fabrication de diamants artificiels. Ils ignorent que le captif est en fait un agent du FBI. Lemmy Caution est envoyé sur place pour libérer son collègue.

## Fiche technique
- Titre : Vous pigez ?
- Réalisation : Pierre Chevalier
- Scénario : Victor Trivas et Jacques Doniol-Valcroze, d'après le roman Don’t get me wrong  de Peter Cheyney paru en 1939[1].
- Dialogues : Louis Martin et Claude Desailly
- Assistantes réalisateur : Dossia Mage, Marie-Claire Solleville
- Photographie : Léonce-Henri Burel
- Musique : Jean Marion
- Montage : Françoise Javet
- Décors : Henri Morin
- Son : Raymond Gauguier
- Sociétés de production : Dismage, Transalpina
- Pays d'origine :  France
- Genre : Film dramatique Film policier
- Durée : 98 min
- Dates de sortie : 
  - France : 16 janvier 1956
  - Italie : 29 décembre 1955

## Distribution
- Eddie Constantine : Lemmy Caution
- Maria Frau : Fernanda
- René Clermont : Professeur Romano
- Yorick Royan : Georgette Istria
- Roger Hanin : Istria
- François Perrot : Tony Martinelli
- Nadine Tallier : Amanda
- Luisa Rivelli : Zellara
- René Blancard : Clifton
- Irène Tunc : Lucia
- Florence Landon : la petite Marina
- Furio Meniconi : Giuseppe
- R.J. Chauffard : Blynn
- Enrico Spada : le capitaine
- Gérard Tamize : Carlo
- Michel Etcheverry
- Christian Lude
- Marcel Loche